# Maria Kovtunovskaya
Maria Igorevna Kovtunovskaya (em russo:  Мария Игоревна Ковтуновская; Gorky, 19 de dezembro de 1988) é uma jogadora de polo aquático russa.

## Carreira
Kovtunovskaya fez parte da equipe da Rússia que ficou na sexta colocação nos Jogos de Londres, em 2012.